# Lepădat
Lepădat faptul de a părăsi, arunca , se lepăda de un obiect, credință, persoană, avort. Despre copii nou-născuți părăsit de mamă; abandonat. Lepăda a-și dezbrăca un veșmânt, a-și scoate haina, încălțămintea. A-și lepăda masca, a înceta de a se mai preface, a se arăta sub adevărata înfățișare morală. A-și lepăda potcoavele, a muri. A-și schimba părul, pielea, penele, a năpârli. Despre femei și despre femelele animalelor, a naște înainte de termen un făt mort, a avorta. A lăsa ceva sau pe cineva undeva, a îndepărta, a alunga.
În Biblie, Iuda s-a lepădat de Isus.